# グローバル・インバランス

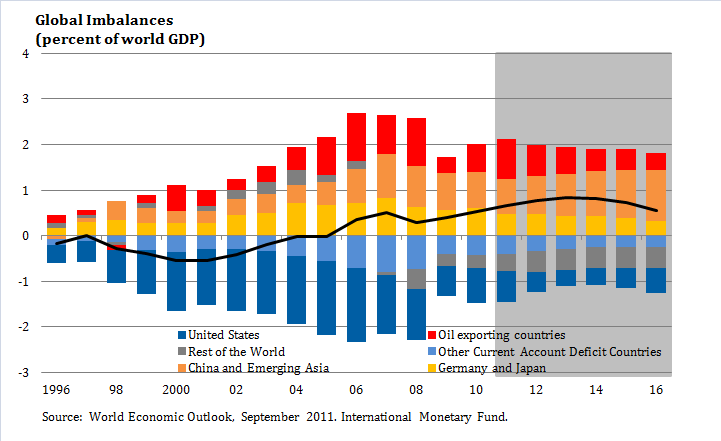
アジア（特に中国）と産油国の経常収支黒字が大きく、アメリカの経常収支赤字が大きい。

グローバル・インバランス（英：Global Imbalances）とは、2000年以降顕著となった世界的な経常収支の不均衡を指す。アメリカの巨大な経常収支赤字が長年に渡って続く一方で、中国を始めとしたアジアや産油国、ドイツの経常収支黒字が続くという状況が長年にわたって継続している。この問題はグローバル・インバランス問題と呼ばれる。アメリカの巨大な経常収支赤字の裏には巨額の経常収支黒字を計上している国があるはずであり、ベン・バーナンキによる過剰貯蓄仮説のように、グローバル・インバランスの原因は経常収支黒字国の国内問題（過剰貯蓄）であるとする考え方がある。
そもそもアメリカの巨大な経常収支赤字自体は1980年代および1990年代前半にも存在したが、それは主に日本との貿易摩擦によるものであった。しかし、2000年以降は、それがアメリカ対アジア（特に中国）、産油国、ドイツ等の多国間の問題となっていった。

## N-1問題
世界にNカ国が存在するとする。このとき、独立した為替相場の目標はN-1通りしか存在せず、Nヵ国すべてが為替相場の目標を達成しようとすると非整合が発生してしまうという問題をN-1問題（英：N-1 problem）と呼ぶ。つまり、通貨当局がN個あるならば、独立した金融政策はN個あるにもかかわらず、独立した為替相場の数はN-1個である。例えば、N=3のとき、独立した為替相場は2組だけであり、残りの1組の為替相場は他の2組のクロス・レートとして算出される。このとき、全ての国が国際収支を黒字にしようとしたり、全ての国が為替レートを切り下げようとすると、近隣窮乏化政策となってしまう。これを解決しようとするならば、N番目の国が中心国となり、自らは為替相場の目標や国際収支の目標を持たず、（周辺国の為替相場や国際収支の目標に対して）受動的な立場にならなくてはならない。
後述のブレトン・ウッズ体制はアメリカがこのN番目の中心国になるという体制であった。このブレトン・ウッズ体制下のアメリカの中心国としての受動的な政策はビナイン・ネグレクト政策（英：benign neglect）と呼ばれる。

## ブレトン・ウッズ2仮説
ブレトン・ウッズ体制とは第二次世界大戦後から1971年まで続いた国際協調体制であり、ブレトンウッズ体制において、アメリカが世界の中心国として金1オンス=35ドルとして安定させ、その他の国は周辺国として自国通貨をドルに固定していた（固定相場制）。このアメリカ中心のブレトン・ウッズ体制の下、世界は安定した自由貿易を享受した。
当初、日本やヨーロッパは国際的な資本移動や貿易を規制し、輸出を促進する政策を取り、戦争の傷跡からの復興ととも徐々に資本移動の自由化を進めた。日本がほぼ完全な資本移動の自由化を推進したのは1980年代である。しかし、ブレトン・ウッズ体制はアメリカが1971年に金とドルの兌換を停止したことで崩壊した。その後はスミソニアン協定などを経て、世界は1973年に変動相場制に移行した。
これがブレトン・ウッズ体制の概要であるが、Dooley et al(2003)によって、世界的な経常収支不均衡、すなわちグローバル・インバランスはブレトン・ウッズ体制の再来なのだという解釈が発表された。これはブレトン・ウッズ2仮説と呼ばれる。つまり、ブレトン・ウッズ体制のようにアメリカを中心国、中国などのアジア諸国などを周辺国とすると、アジア諸国の採用している実質ドル・ペッグ制と経常収支の不均衡が戦後のブレトン・ウッズ体制の安定期に似ているとしている。
Dooley et al(2003)によれば、これらの国は3つの種類に分けられる。1つ目に中心国としてのアメリカ、2つ目に中国などの輸出志向の傾向にある貿易収支国、3つ目にヨーロッパのユーロ圏などの（域内全体として見れば）輸出志向にない資本収支国である。貿易収支国はアメリカに積極的に輸出する国々であり、これらの国々によってアメリカの経常収支は大幅な赤字となっているが、貿易収支国の対米投資（政府によるアメリカ国債の購入が中心）や資本収支国の民間部門のアメリカへの資本流入により、アメリカの巨大な経常収支赤字はファイナンスされている。
果たしてこのアメリカの経常収支赤字が持続可能かどうかということが問題になるが、貿易収支国の対米投資はしばらくの間それほど減少しないだろうと予測できる。その理由は次のとおりである。まず、イギリスやユーロ圏はドルに対して変動相場制を取っており、ドルに対してかなり柔軟に変動しているが、これに対して、中国の経済的な成功を目の当たりにしたアジア諸国は自国通貨の為替レートを対ドルに安定化させる政策を取る傾向にある。特に、ASEANなどの東南アジアでは1997-1998年のアジア通貨危機前から実質ドル・ペッグ政策が取られる傾向にある。ただし、自国通貨をドルに対して安定化させるためには通貨当局が外国為替市場に介入し、主としてドル買い自国通貨売りをする必要がある。例えば、中国は人民元を適正な為替レートよりも安くドルに固定していると考えられており、対ドル固定のために中国の通貨当局が大量にドル買い人民元売りをしている。この結果、中国は膨大な量のドルを外貨準備資産として蓄積している。この積み上がったドルは主にアメリカ国債の購入に充てられている。このアメリカ国債の購入はアメリカ国債の価格上昇、利回り低下という結果を生み出す。よって、アメリカは自国の経常収支赤字をアジアの対米投資（アメリカ国債購入が中心）によってファイナンスすることが可能となるのである。
このようなアジアの貿易収支国によるアメリカの経常収支赤字のファイナンスが続く限り、アメリカの経常収支赤字は持続可能であるとDooleyは主張している。もちろんアジアの貿易収支国が十分に成熟すれば、将来的には完全な変動相場制に移行することになるが、Dooley et al(2003)はこれはしばらくの間起こらないであろうとしている。すなわち、この世界経済の不均衡状態、グローバル・インバランスは当面持続可能であると考えられ、この体制はブレトンウッズ2体制と呼ばれている。

## 是正論

### 要因
経済学者のオリヴィエ・ブランシャールはグローバル・インバランスは、
1. アメリカの低貯蓄率
2. 諸外国の高貯蓄率
3. ヨーロッパ・アジアの低投資
4. アメリカ資産投資への偏好

などによって生じたと指摘している。

### アメリカの貿易赤字
アメリカのGDPは世界全体の約三割を占めており、その七割は消費である（2007年時点）。つまり、世界全体のGDPの約二割はアメリカの消費によるものである（2007年時点）。アメリカの経常収支赤字は、日本・中国・東アジア諸国などの経常収支黒字でファイナンスされている（2008年時点）。
2000年代の中国の驚異的な成長も日本のつかの間の景気回復もアメリカの住宅バブルの産物である大量消費によって支えられていた。
国際連合貿易開発会議（UNCTAD）は2010年版「貿易開発報告書」で、2000年代はアメリカの過剰消費が世界経済の成長を支えていたが、このグローバル・インバランスの世界経済の構造が金融危機の遠因だとしている。またUNCTADは、世界経済の安定のためには、グローバル・インバランスの是正が必要であり、アメリカは過剰消費を改めて、日本、ドイツといった経常収支黒字国は、内需拡大・輸入増大を行うべきであるとしている。
中野剛志はリーマン・ショック以来の世界的な経済危機の根本を探るためにグローバル・インバランスに注目すべきとしている。中野はグローバル・インバランスの是正のため、消費を抑制し、貯蓄を促し、輸出を促進し、輸入を抑制して、経常収支の赤字を削減しようと考えているのが、アメリカの国際経済戦略の基本路線であるとしている。アメリカの輸出倍増戦略には、
1. 「グローバル・インバランスの是正による世界経済の再建」という側面（アメリカと他の国々との互恵的な目的）
2. 「アメリカの雇用の拡大」という国内向けの側面（アメリカの利己的な目的）

という二つの側面があるが、利己的な側面の方がより前面に出てこざるを得ない状況にあるとしている。
イギリスのフィナンシャル・タイムズの論説主幹マーティン・ウォルフは、日本が輸出主導の成長で貿易収支の黒字を拡大することは、他国の犠牲の上になされる近隣窮乏化政策であると主張している。

### 対策
経済学者のロイ・ハロッドは一国の経常収支のインバランスには、四つのケースがあると指摘しており、それぞれについて対策を主張していた。
1. 不況と経常収支黒字→公共投資の拡大と金融緩和という拡張政策
2. インフレと経常収支赤字→引き締め政策
3. 不況と赤字→為替レートの切り下げ
4. インフレと黒字→為替レートの切り上げ

2010年、G20財務相・中央銀行総裁会議で、ティモシー・フランツ・ガイトナー財務長官（当時）が国際収支の不均衡を是正するため、経常収支の黒字・赤字を4%以内に抑える数値目標導入の提案をしたが、提案は支持を得られなかった。
経済学者のポール・クルーグマンは「貿易赤字は、国内支出削減策と自国通貨を減価させるポリシーミックスによって解決できる」と指摘している。

### 是正に対する反論
経常収支問題を専門とする多くの経済学者は、一国の貿易黒字が他国に損害を与えている、或いは一国の貿易黒字の減少が他国の利益になるとは考えていない。彼らはむしろ貿易不均衡は基本的には望ましく、政策的に縮小させることは有害であると考えている。彼らは経常収支黒字国の黒字は資本不足国にとって有用であると論じている。「国際収支の発展段階説」では、国際収支の構造は、国の経済構造の発展段階によって決まるものであるため、経済構造の転換なしに国際収支構造だけを変えようとするのは無理があるとされる。経済学者の水谷研治は「輸入を大幅に抑制しようとすれば、国内経済を低下させることになる。よって、アメリカは国際収支の赤字を解消することはできない」と指摘している。
サブプライム危機以来、「内需主導型経済への転換」といった構造改革論が強くなっている。しかし、ある国が輸出主導で経済を成長させるとする場合、（相対する国も）輸出を伸ばせばよいのであって、輸出と輸入の差額、つまり貿易黒字を拡大させる必要はない。実際に1997年以降、輸出依存度を2倍以上に拡大した韓国経済は、貿易収支についてはほぼ均衡、もしくは少し赤字の状態を保っている。ある年に、輸出と輸入が同じだけ拡大したとすれば、貿易収支は変化しないとされている。
経済学者の野口旭は「『輸入を制限し輸出を拡大する』という重商主義的政策は、国として賢明ではなく、貿易を継続する限りは不可能である。一国は一般に、輸出を拡大させるためには必ず輸入を拡大させなければならない」と指摘している。経済学者の竹中平蔵は「輸出が増えれば輸入能力が高まり、経済発展がしやすくなる。輸出入はそのように捉えるべきである」と指摘している。経済学者の若田部昌澄は「世の中持ちつ持たれつという観点からは、グローバル・インバランスそのものは、貸し手がいれば借り手がいるという話に過ぎない。日本が内需を拡大を目指すべきと言う議論は理解できない。内需・外需のどちらにせよ日本のつくりだす財やサービスへの需要でGDPに寄与して所得になるため、内需・外需を区別して考えても仕方が無い」と指摘している。

## 注
1. ↑  自国の経常収支黒字は自国通貨の上昇要因となる。